# Belette d'Égypte
Mustela subpalmata
Espèce
Statut de conservation UICN

 LC  : Préoccupation mineure

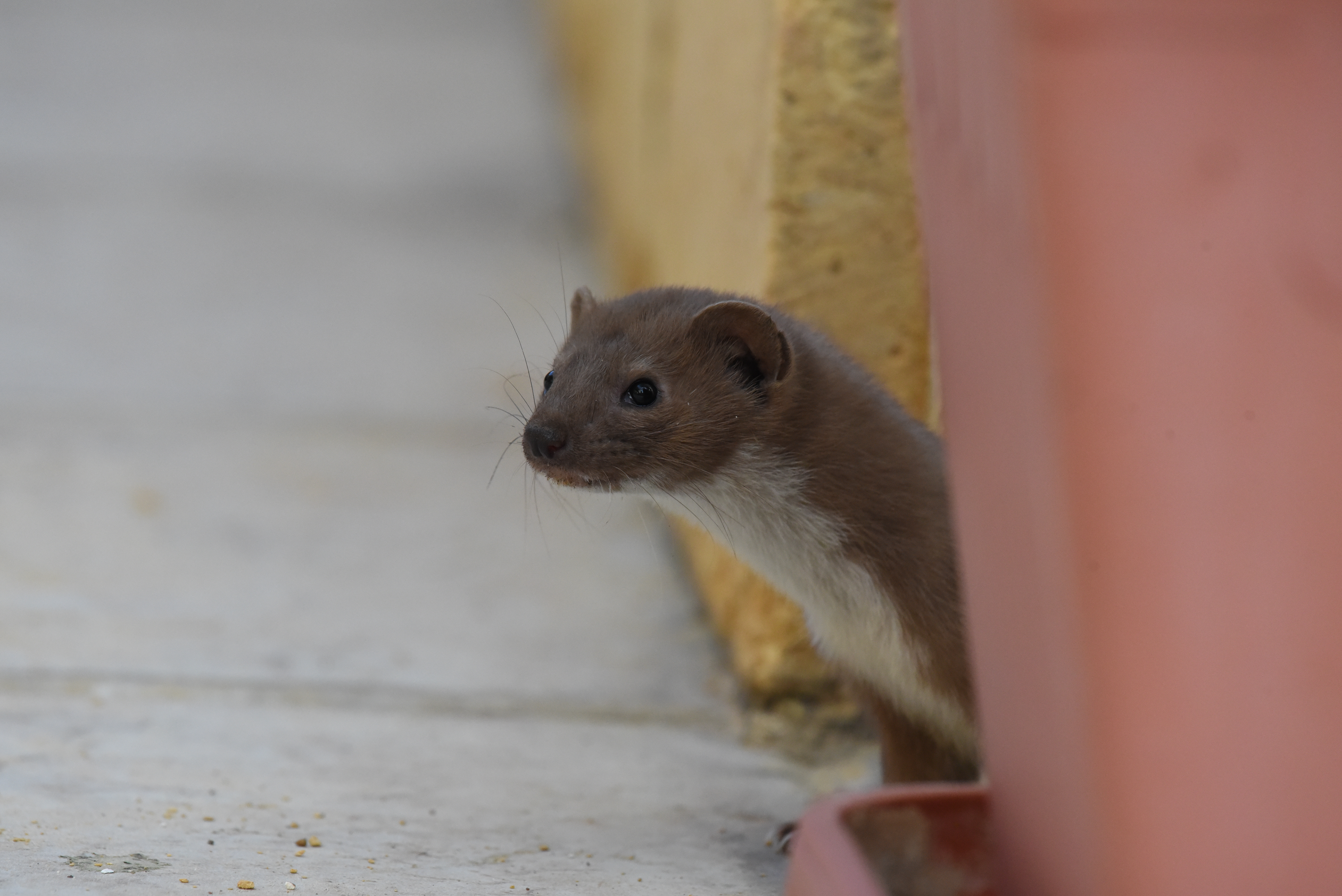

La belette d'Égypte (Mustela subpalmata) est une espèce de belette qui vit dans le nord de l'Égypte.

## Description
La belette d'Égypte a les pattes courtes, une petite tête et les oreilles petites. Sa queue est longue et fine. La partie supérieure de son corps est brune et la partie inférieure de son corps est de couleur crème.
Le corps et la tête du mâle mesurent entre 36,1 et 43 cm et leur queue mesure entre 10,9 et 12,9 cm. Le corps et la tête de la femelle mesurent entre 32,6 et 39 cm et leur queue mesure entre 9,4 et 11 cm. Le mâle pèse entre 60 et 130 g et la femelle pèse entre 45 et 60 g.
Ce n'est qu'en 1992 que la belette d'Égypte a été considérée comme une espèce à part entière à cause de sa ressemblance avec la belette commune (Mustela nivalis). Cependant, une étude phylogénétique a montré que la belette d'Égypte serait plutôt une sous-espèce de la belette commune grâce à l'ADN mitochondrial.

## Distribution
La belette d'Égypte vit dans le nord de l'Égypte, d'Alexandrie à l'est de Port-Saïd et au sud de Beni Suef.

## Alimentation
La belette d'Égypte est omnivore, son régime alimentaire comprend 50% de fruits et de légumes. Elle mange aussi des rongeurs, des poussins, des lapins, du poisson et des insectes ce qui reflète son mode de vie synanthropique opportuniste.

## Comportement
Le mâle sont solitaires et territoriaux, ils marquent leur territoire avec leur urine et leur matière fécale. La femelle peut établir son territoire sur celui du mâle de la même manière qu'eux, elle y établira son nid dans une cavité. L'accouplement peut être très bruyant, la femelle peut avoir une portée de quatre à neuf petits, jusqu'à trois fois par an. Après l'accouplement, le mâle et la femelle peuvent rester ensemble ou se séparer.